# Ludwik
Ludwik – imię pochodzenia germańskiego. Wywodzi się ze słowa oznaczającego „głośny”, „sławny”. Jest wersją rozwojową frankońskiego imienia Chlodwig. W pierwszym członie zawarty jest element hlut- (chlod-, chlud-) 'sławny', a w drugim -wik (-wig) 'walka, bitwa'.
Żeńskie formy: Ludwika, Luiza
Ludwik imieniny obchodzi: 12 lutego, 28 kwietnia, 30 kwietnia, 24 maja, 12 czerwca, 18 sierpnia, 19 sierpnia, 25 sierpnia, 8 października i 9 listopada.

## W innych językach
- łacina -  Ludovicus
- język angielski – Louis, Lewis
- esperanto – Ludoviko
- język francuski – Louis, Ludovic,
- język hiszpański – Luis
- język niemiecki – Ludwig
- język portugalski – Luis
- język wenecki - Alvise[2]
- język węgierski – Lajos
- język włoski – Luigi, Ludovico

We Francji i Włoszech doszło do identyfikacji imion Alojzy i Ludwik. Tak więc Luigi we Włoszech oznacza zarówno Ludwika, jak i Alojzego, podobnie jak we Francji Louis.

## Znane osoby noszące imię Ludwik

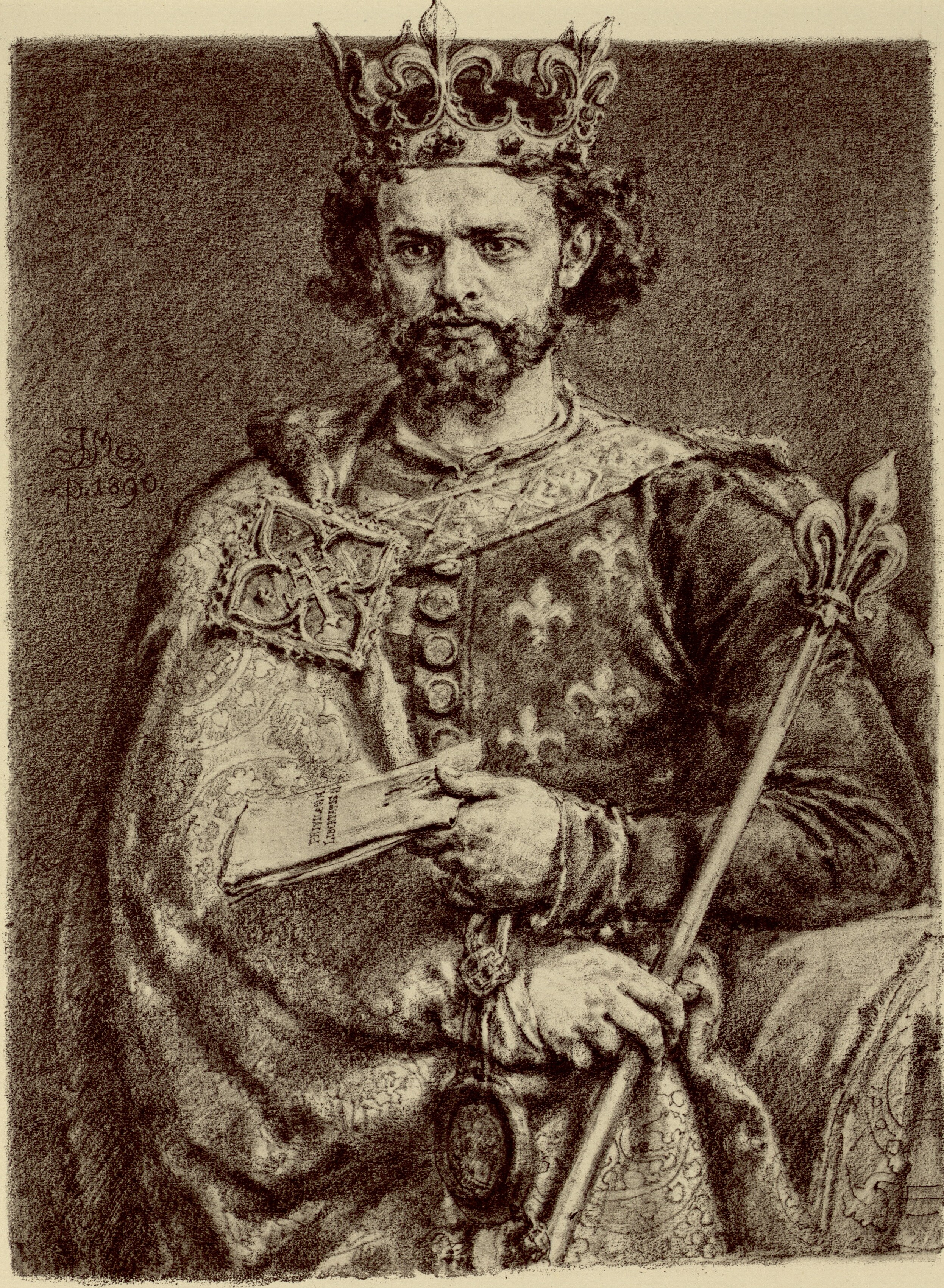
Jan Matejko Ludwik Węgierski (Poczet królów i książąt Polski)

### Władcy
- Ludwik I Burbon – król Hiszpanii
- Ludwik Filip II Orleański – książę Orleanu
- Ludwik Filip I – król Francuzów
- Ludwik I Pobożny – król Francji
- Ludwik Węgierski (Nagy Lajos) – król Węgier w latach 1342–1382, król Polski w latach 1370–1382
- Ludwik I de Nevers – hrabia
- Ludwik IV Bawarski - cesarz niemiecki
- Ludwik IX Święty - król Francji, święty Kościoła katolickiego
- Ludwik II Niemiecki - król wschodniofrankijski
- Ludwik X Kłótliwy - król Francji i Nawarry
- Ludwik Walezjusz - delfin Francji
- Ludwik XI - król Francji
- Ludwik XII - król Francji
- Ludwik XIII - król Francji
- Ludwik XIV - król Francji zw. Królem Słońce
- Ludwik XV - król Francji
- Ludwik XVI - król Francji, ofiara rewolucji francuskiej
- Ludwik XVII - następca tronu Francji
- Ludwik XVIII - król Francji
- Ludwik (XX) Burbon – książę Andegawenii, pretendent do tronu Francji, gdyby Francja stała się ponownie monarchią

### Inne osoby
- Luis Aragonés – hiszpański trener (ME 2008) i piłkarz
- Louis Armstrong – jazzman amerykański
- Ludwik Bazylow – profesor Uniwersytetu Warszawskiego

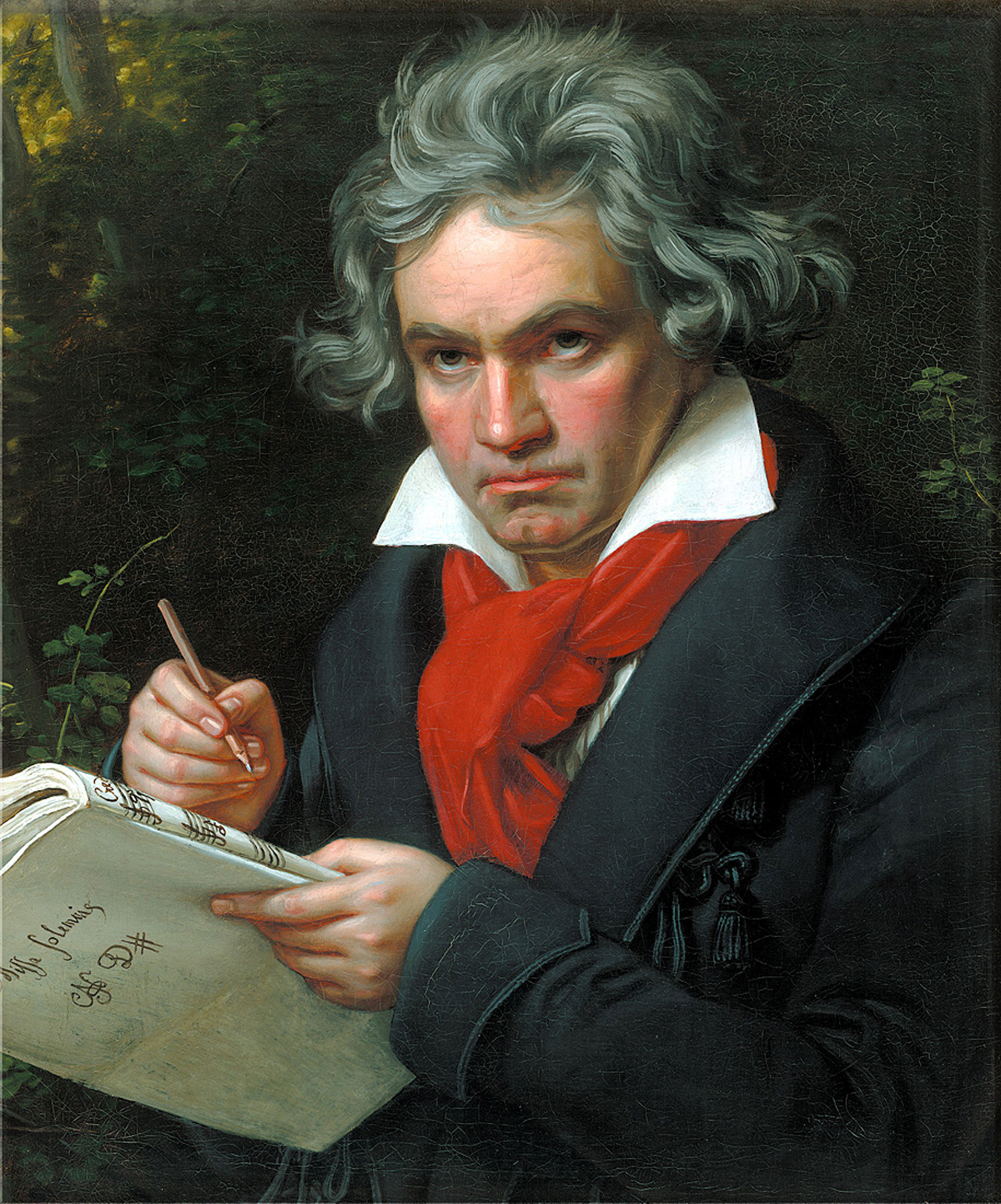
Ludwig van Beethoven

- Ludwig van BeethovenLudwig van Beethoven – geniusz, jeden z najwybitniejszych kompozytorów w historii
- Ludwik Bogusławski – generał polski, uczestnik powstania listopadowego
- Ludwik Brzozowski – polski pisarz i poeta, uczestnik powstania styczniowego
- Lodovico Burnacini (1636—1707) – architekt i projektant wyposażenia scen teatralnych
- Alviso Cadamosto (1432–1488) – wenecki żeglarz w służbie portugalskiej
- Louis Nicolas Davout – marszałek francuski z czasów Napoleona I
- Ludwik Dorn – polski polityk
- Ludwik Dutkowski – polski admirał
- Koldo Fernández – baskijski kolarz szosowy
- Louis de Funès – komik i aktor
- Ludwig Feuerbach – filozof niemiecki
- Ludwik Geyer – przemysłowiec niemiecki, działający w Łodzi
- Ludwik Maria Grignion de Montfort – święty katolicki
- Lewis Hamilton – brytyjski kierowca Formuły 1, najmłodszy w historii tego sportu Mistrz Świata (sezon 2008)
- Chlodwig zu Hohenlohe-Schillingsfürst – niem. polityk, kanclerz Rzeszy i premier Prus
- Louis Ide (ur. 1973) – belgijski i flamandzki lekarz oraz polityk
- Luis Islas – bramkarz argentyński
- Ludwik Janczyszyn – polski admirał
- Ludwik Jerzy Kern – polski poeta, satyryk, dziennikarz i autor piosenek
- Ludwik Kondratowicz – polski poeta romantyczny piszący pod pseudonimem Władysław Syrokomla
- Lajos Kossuth (1802–1894) – przywódca rewolucji węgierskiej uważany za węgierskiego bohatera narodowego
- Ludwik Lumière – francuski chemik, pionier kinematografii
- Ludwik Maciąg – malarz polski
- Ludovico Madruzzo – włoski kardynał i polityk, książę, biskup Trydentu
- Luis Aponte Martínez – kardynał katolicki
- Lodovico Micara (1775–1847) – włoski duchowny, kardynał
- Ludwik Mierosławski – generał, pisarz, poeta, działacz polityczny i narodowościowy, historyk wojskowości
- Ludwig Mies van der Rohe – architekt
- Ludwik Natanson – lekarz
- Ludovic Obraniak – piłkarz
- Ludwik Michał Pac (1778–1835) – członek Rządu Tymczasowego w czasie powstania listopadowego
- Louis Pasteur – chemik
- Luigi Pirandello – włoski pisarz i nowelista
- Ludwik Rydygier – lekarz, chirurg
- Liudvikas Sabutis – litewski polityk, poseł na Sejm litewski kilku kadencji
- Ludwik Sempoliński – aktor
- Ludwik Sobolewski – wiceprezes zarządu i przewodniczący Rady Nadzorczej Krajowego Depozytu Papierów Wartościowych, prezes Giełdy Papierów Wartościowych w Warszawie
- Ludwik Solski – aktor
- Ludwik Waryński – działacz i ideolog polskiego ruchu socjalistycznego
- Ludwig Zareczny – białoruski działacz polityczno-wojskowy i poeta, oficer Białoruskiej Obrony Krajowej podczas II wojny światowej, duchowny w okresie powojennym

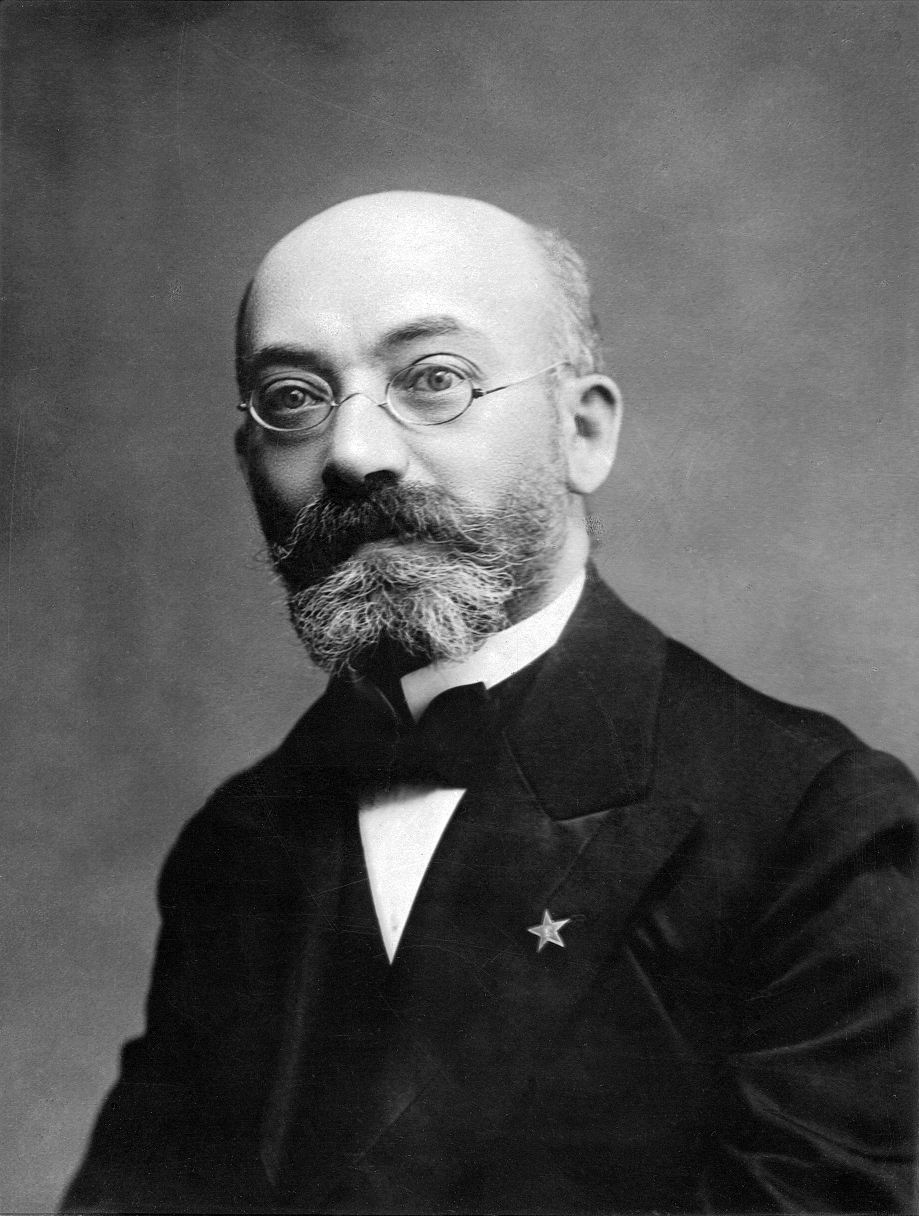
Ludwik Zamenhof

- Ludwik ZamenhofLudwik Zamenhof – polski lekarz, twórca międzynarodowego języka Esperanto
- Augustin Louis Cauchy – matematyk francuski
- Louis de Saint-Just – rewolucjonista francuski, jakobin